# شزندرة كروية
شزندرة كروية (الاسم العلمي: Schisandra sphaerandra) هي نوع نباتي يتبع جنس الشزندرة من فصيلة الشزندرية.